# Willy Sluiter

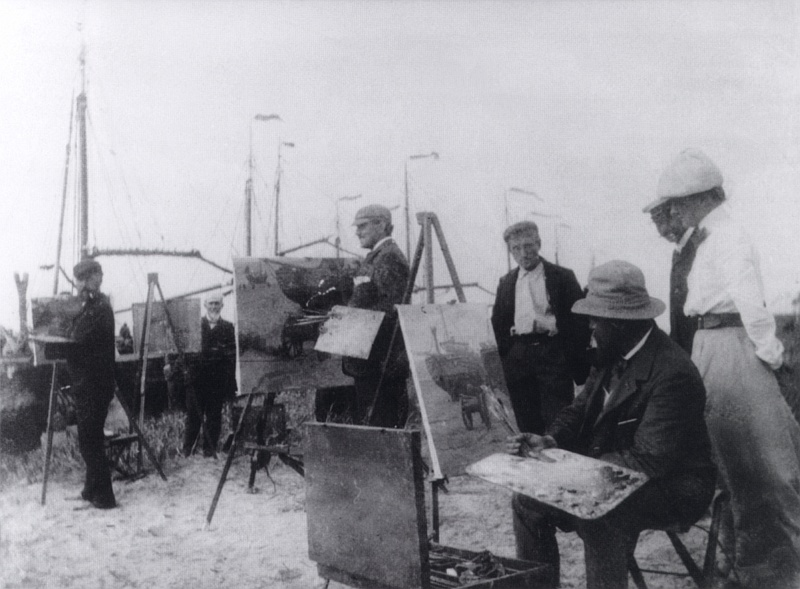
Kunstenaars op het strand in Katwijk. Links Derk Wiggers, midden Willy Sluiter, rechts Hendrik Jansen

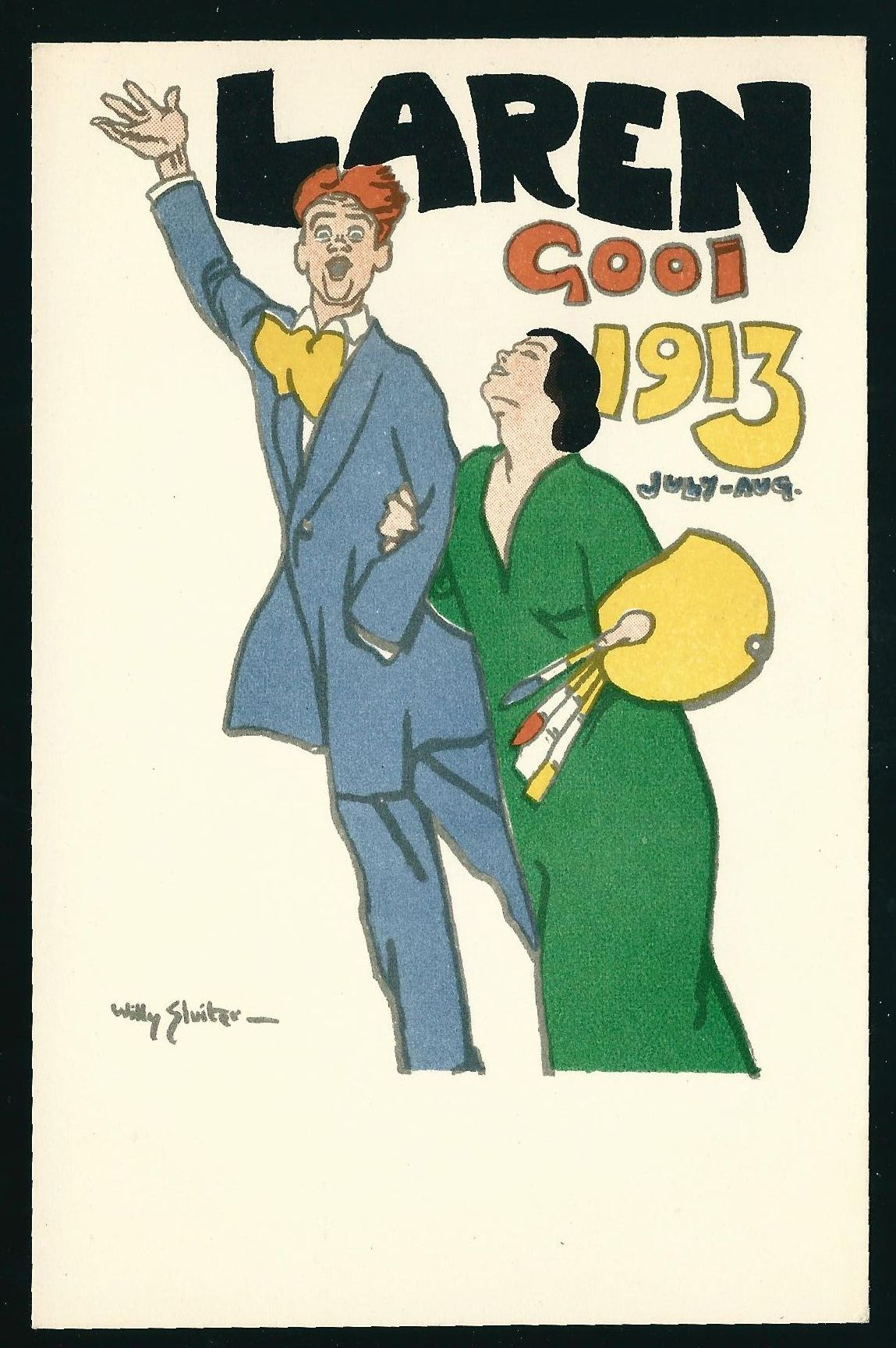

Jan Willem (Willy) Sluiter (Amersfoort, 24 mei 1873 - Den Haag, 22 mei 1949) was een Nederlands schilder, tekenaar en grafisch ontwerper.

## Familie
Sluiter was een lid van de predikantenfamilie Sluiter en groeide op in Heerenveen (tot 1883) en Zwijndrecht (vanaf 1883) als zoon van notaris mr. Jan Willem Sluiter (1839-1902) en Johanna Hillegonda Cornelia Suermondt (1846-1931). Hij trouwde in 1901 met Agatha Anna Louise van Nievervaart (1874-1957); uit dit huwelijk werd een dochter Johanna Adriana (1902-1991) geboren.

## Loopbaan
Sluiter was van 1891 tot 1894 leerling aan de Rotterdamse Academie en daarna volgde hij lessen aan de Haagse Academie. Sluiter was lid van een aantal kunstgenootschappen, onder andere van Pictura in Dordrecht, Arti et Amicitiae te Amsterdam en Pulchri Studio te Den Haag. Hij woonde en werkte in Zwijndrecht, Dordrecht, Rotterdam tot 1894. Daarna van 1894 tot 1897 in Scheveningen en van 1901-1910 in Katwijk. In 1910 vestigde hij zich in Laren en bleef daar tot 1916 toen hij naar Den Haag ging.
Hij ontwikkelde zich tot een schilder en tekenaar van politieke prenten, maakte affiches, voerde opdrachten voor reclame uit en was tevens boekbandontwerper. Bekend zijn de 38 omslagen voor bladmuziek die hij tussen 1920 en 1925 ontwierp voor uitgever Scheltens en Giltay; het waren cabaretteksten van de dichter Clinge Doorenbos. De onderwerpen van Sluiters werk kwamen vaak uit het strand- en vissersleven, maar ook in de 'hogere kringen' was hij een gezocht portretschilder. Hij legde meerdere malen het Volendamse model Hille Butter vast.
In het Dordrechts Museum in Dordrecht was in 1999 een expositie over de affiches van Willy Sluiter ter gelegenheid van zijn 50ste sterfdag. In het Katwijks Museum was van 1 oktober 2013 tot en met 11 januari 2014 een expositie van zijn werken te zien. Ook tekende hij meerdere ansichtkaarten

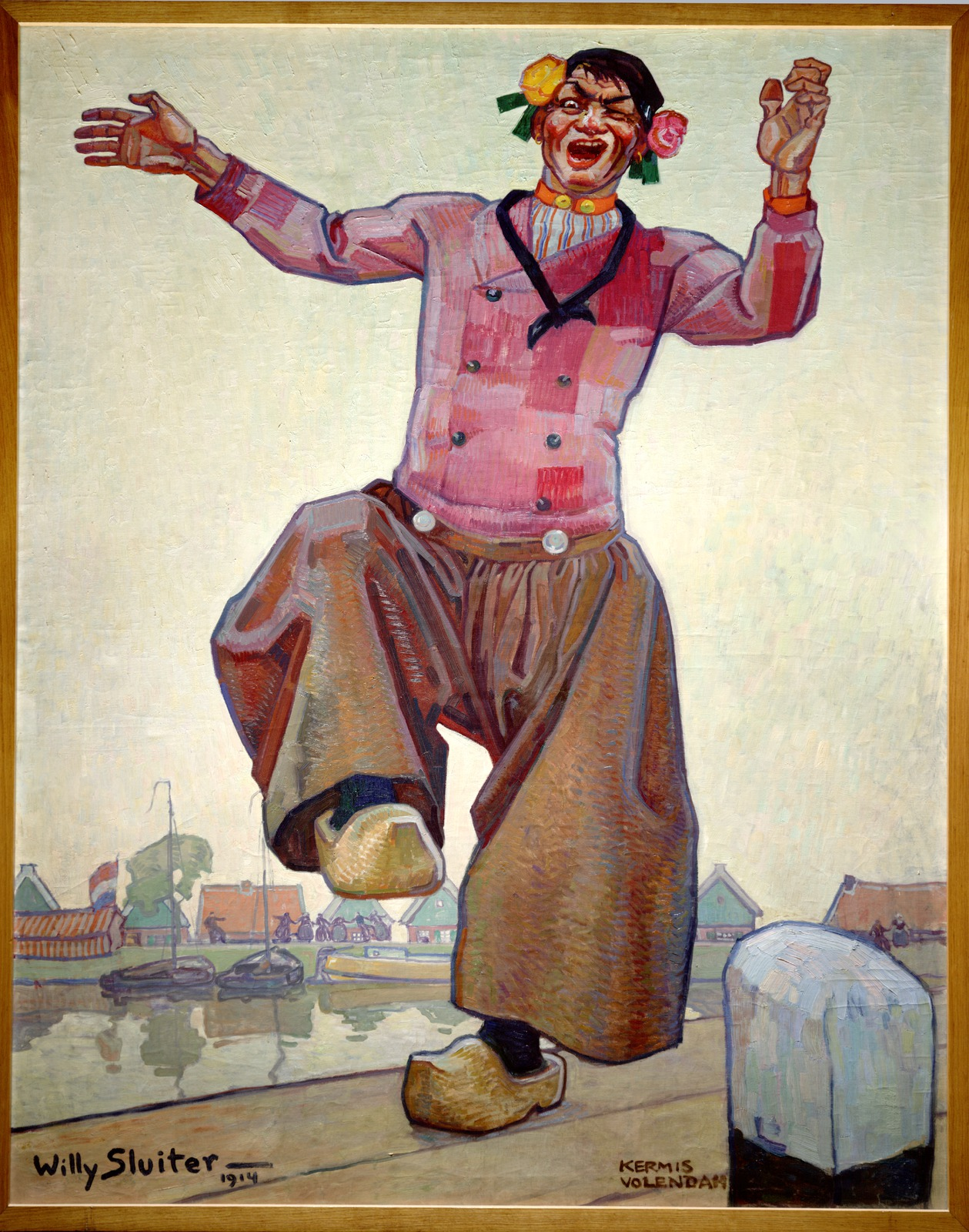
Dansende Volendammer (1914), Zuiderzeemuseum, Enkhuizen
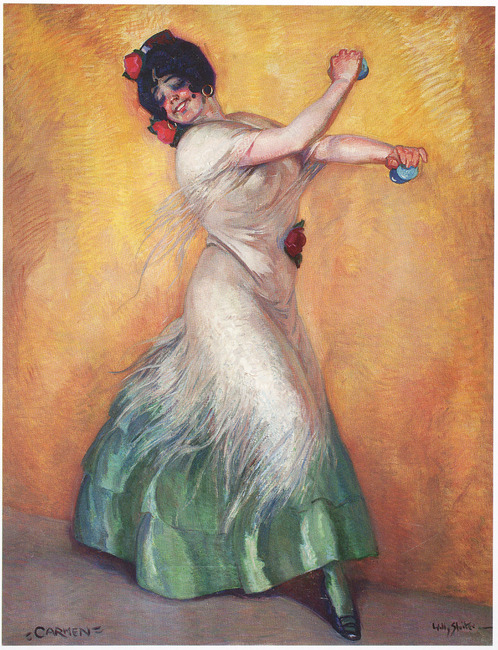
Carmen (1915)
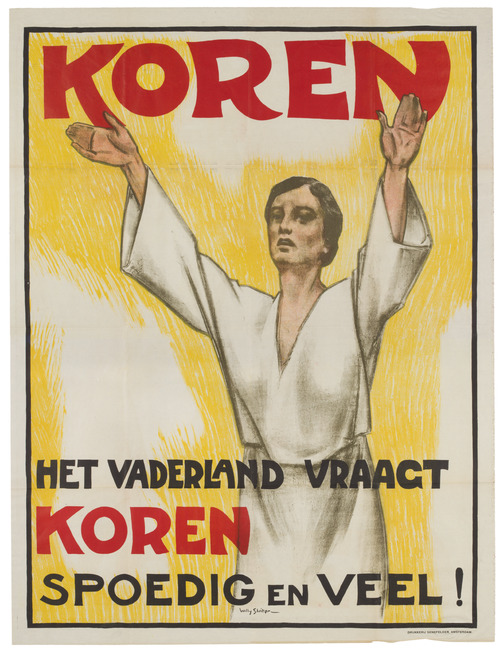
Affiche Koren (1918)
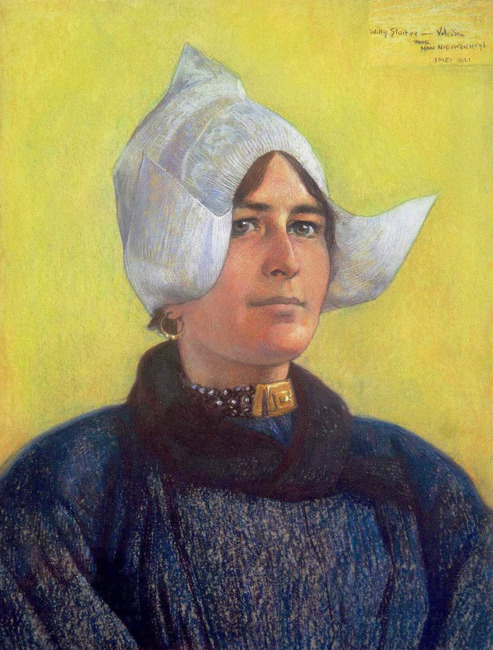
Hille Butter (1921)
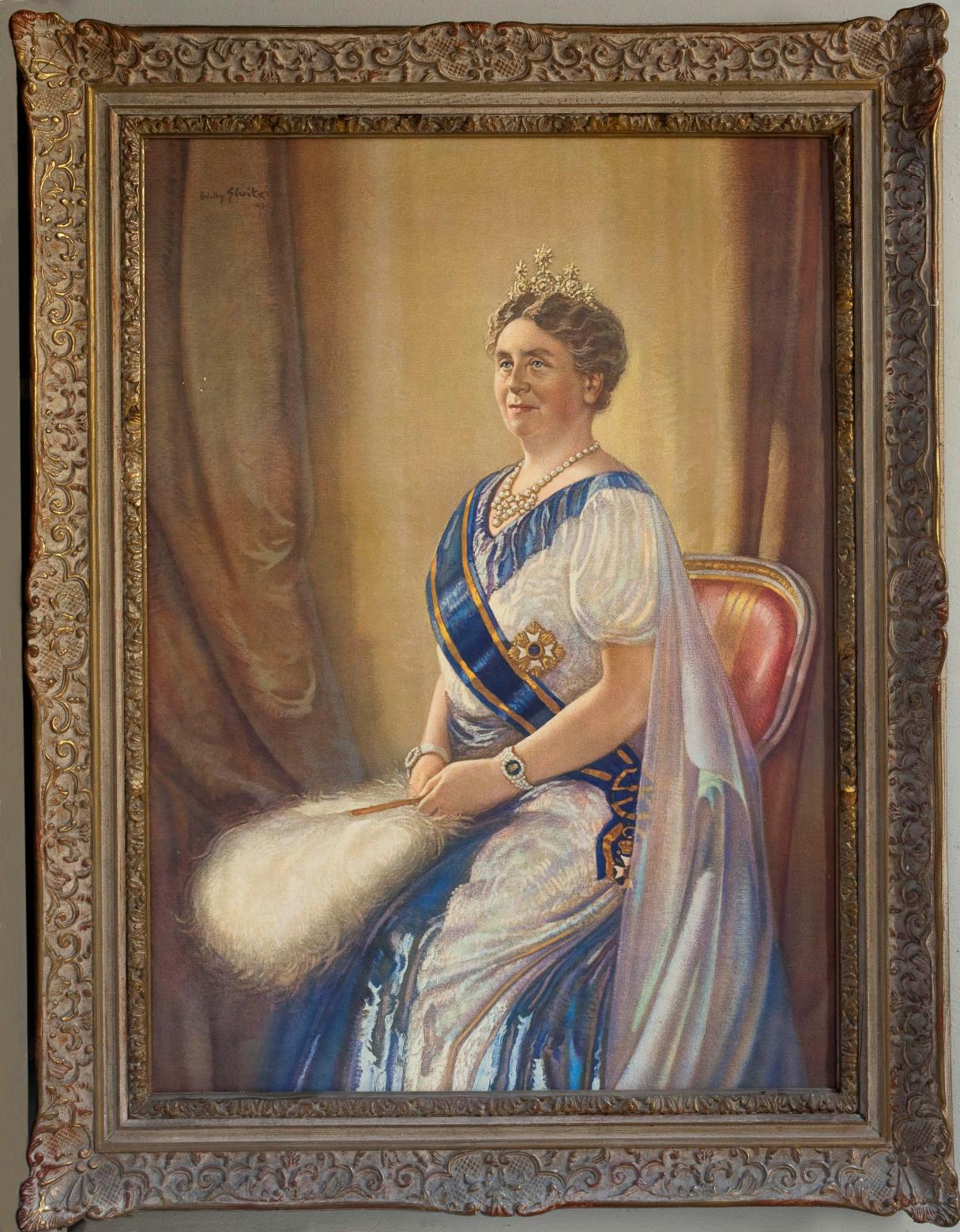
Koningin Wilhelmina